# Eukomija
Eukomija (lat. Eucommia), monotipski biljni rod korisnog drveća iz porodice Eucommiaceae. Vrsta E. ulmoides, jedini je predstavnik roda i porodice. Domovina joj je Kina, a uvezena je i u Bugarsku i na Korejski poluotok
Eukomija je stablo do 20 metara visine

## Opis
Eucommiaceae uključuje jednu vrstu (Eucommia ulmoides), porijeklom iz Kine. Ovo je stablo koje se oprašuje vjetrom sa spiralno raspoređenim, jednostavnim, nazubljenim listovima. Sadrži stanice od lateksa koje uzrokuju da se listovi drže zajedno žicama gume kada se razdvoje u sredini. Ova guma ili gutta se koristila za punjenje zuba i za izolaciju električnih kablova. Biljka je navedena kao gotovo ugrožena u divljini, ali se naširoko uzgaja u Kini za namještaj i gorivo. Njegova se kora koristi u medicini kao tonik i za artritis. Sa svoje dvije raširene žiške i krilatim plodovima, Eucommia podsjeća na Ulmus (brijest), ali to je samo površinska sličnost, jer njih dvoje nisu u bliskom srodstvu.
- E. ulmoides
- E. ulmoides
- E. ulmoides
- E. ulmoides